# Xun

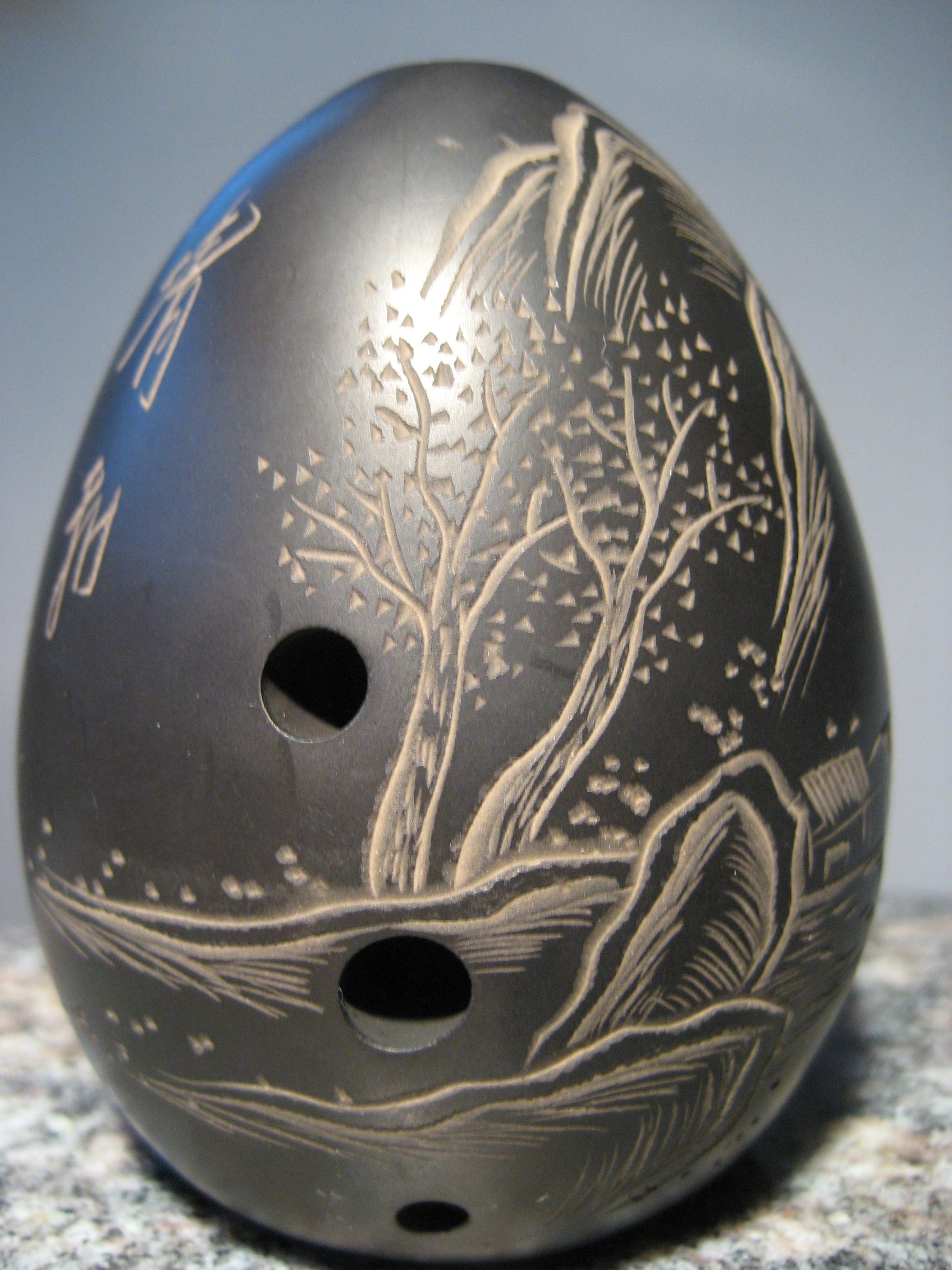
Bild eines Xun

Xun (chinesisch 壎 / 埙, Pinyin xūn, Jyutping hyun1, alternativ auch 塤 / 埙) ist eines der ältesten Musikinstrumente in China mit einer Geschichte von ungefähr 6000 bis 7000 Jahren. Das Blasinstrument gehört wie die Okarina zu den Gefäßflöten.
Die ältesten Xun wurden aus Stein und Knochen gefertigt und vermutlich von Jägern zum Anlocken von Beute benutzt. Soviel man weiß, wurde darauf nicht musiziert, da die ältesten Funde nur 1 Loch hatten.
Das Xun entwickelte sich sehr langsam. Erst rund 4000 Jahre später wurden Fünf-Loch-Instrumente in der Shang-Dynastie genutzt. Ab dieser Zeit war es ein wichtiges Instrument in der höfischen Musik Chinas insbesondere bei Opferzeremonien.
Das Xun gibt es in verschiedenen Größen – von der Gänseei-förmigen größeren Variante bis zu kleineren Pfirsich-förmigen Instrumenten. Traditional besaßen die Xun fünf bis sieben Löcher am Instrumentenkörper und ein Mundloch an der Spitze zur Tonerzeugung. Die Spannweite der spielbaren Noten war damit recht eingeschränkt.
Heutzutage hat ein Xun 6 Fingerlöcher vorn und 2 Daumenlöcher hinten, was die Anzahl der spielbaren Noten erhöht.
In der „Verbotenen Stadt“ in Peking wird ein Sechsloch-Xun aus der Qing-Dynastie ausgestellt, das ungefähr 100 Jahre alt ist. Es ist 8,5 cm hoch und 7 cm breit, bedeckt mit roter Farbe sowie eingeritzten zarten Drachen und Wolken.
Das Xun entwickelt einen eindringlichen Ton. Die Stücke, in denen es gespielt wird, sind charakterisiert durch eine melancholische, elegante, fast mystische und leicht traurige Atmosphäre.